# ОШ „Чаки Лајош” Бачка Топола
ОШ „Чаки Лајош” у Бачкој Тополи је државна образовна установа, основана увођењем осмогодишњег основног школског образовања педесетих година 20. века.
Школу углавном похађају деца настањена у источном делу града, али њу похађају и ученици из насеља у којима је основношколско образовање укинуто 1970-тих година због малог броја деце и немогућности да се формирају разредна одељења.
Седамдесете године донеле су многе промене. Школа је проширена новим крилом, а затим је 1973. године изграђена и нова спортска хала, једина у граду која служи не само као фискултурна сала школе, већ је и место за одржавање разних такмичења и културних манифестација отворених за широку публику. Проширивање зграде школе, тј. изградња новог крила, спортске хале и спортског терена у кругу дворишта, финансирана је средствима месног самодоприноса.
Школа је добитник награде Pro-Urbe 2002. године.